# 普利茅斯特設鎮區 (密歇根州)
普利茅斯特設鎮區（英語：Plymouth Charter Township）是位於美國密歇根州韋恩縣的一個特設鎮區。

## 地方資料
普利茅斯特設鎮區的面積為41.40平方千米，當中陸地面積為41.20平方千米，而水域面積為0.20平方千米。根據2020年美國人口普查的數據，當地共有人口27380人，而人口密度為每平方千米661.35人。